# (1582) Martir
(1582) Martir es un asteroide que forma parte del cinturón de asteroides y fue descubierto por Miguel Itzigsohn desde el Observatorio Astronómico de La Plata, Argentina, el 15 de junio de 1950.

## Designación y nombre
Martir se designó inicialmente como 1950 LY.
Más adelante fue nombrado así por la palabra en español de igual significado en referencia a la política argentina Eva Perón (1919-1952).

## Características orbitales
Martir está situado a una distancia media del Sol de 3,153 ua, pudiendo alejarse hasta 3,559 ua. Su inclinación orbital es 11,61° y la excentricidad 0,1287. Emplea 2045 días en completar una órbita alrededor del Sol.